# Parc zoologique de Moscou
Le parc zoologique de Moscou (en russe Московский зоопарк, Moskovski zoopark) est l'un des parcs zoologiques les plus importants de Russie. Il se trouve à Moscou. Il a été inauguré en 1864. Il présente 1 127 espèces d'animaux et 7 755 (en 2012) individus.

## Localisation
Situé dans l'arrondissement Presnenski du district administratif central, entre les stations Krasnopresnenskaïa et Barrikadnaïa, au no 1, rue Bolchaïa Grouzinskaya. L'endroit est accessible par la ligne de métro Tagansko-Krasnopresnenskaïa.

## Historique

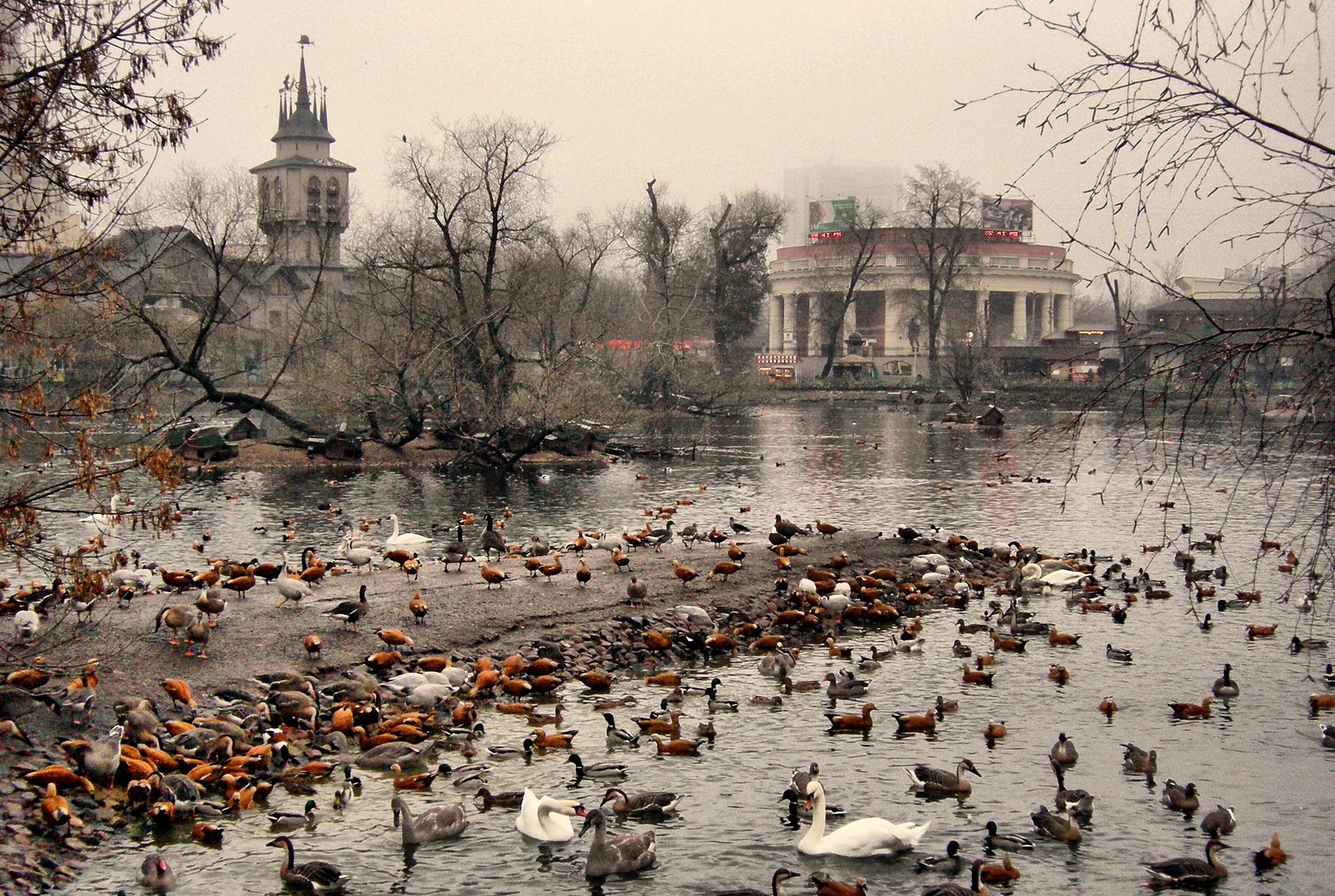
Étang d'oiseaux

Le zoo de Moscou a été fondé en 1864 par la Société impériale russe d'acclimatation des animaux et des plantes sous l'impulsion des professeurs Charles Roulier et Anatoli Bogdanov et du zoologiste Sergueï Oussov. Il est nationalisé en 1919 et administré par la ville de Moscou depuis 1922. L'architecte du premier projet est Piotr Campioni, d'ascendance italienne. Il est notamment l'auteur du design de l'entrée du parc. Sergueï Rodionov (1859-1925) construit l'entrée actuelle dans les années 1890. D'autres aménagements sont construits par Karl Hippius (ru) (1864-1941) en 1925-1927, comme la ménagerie des singes, l'île des fauves, le monde polaire, etc.
Le zoo souffre de graves dommages pendant la révolution de 1905: la bibliothèque brûle, des animaux sont tués et l'aquarium est détruit. La surface du zoo est doublée dans les années 1920. Aujourd'hui elle atteint un peu plus de 21 hectares.

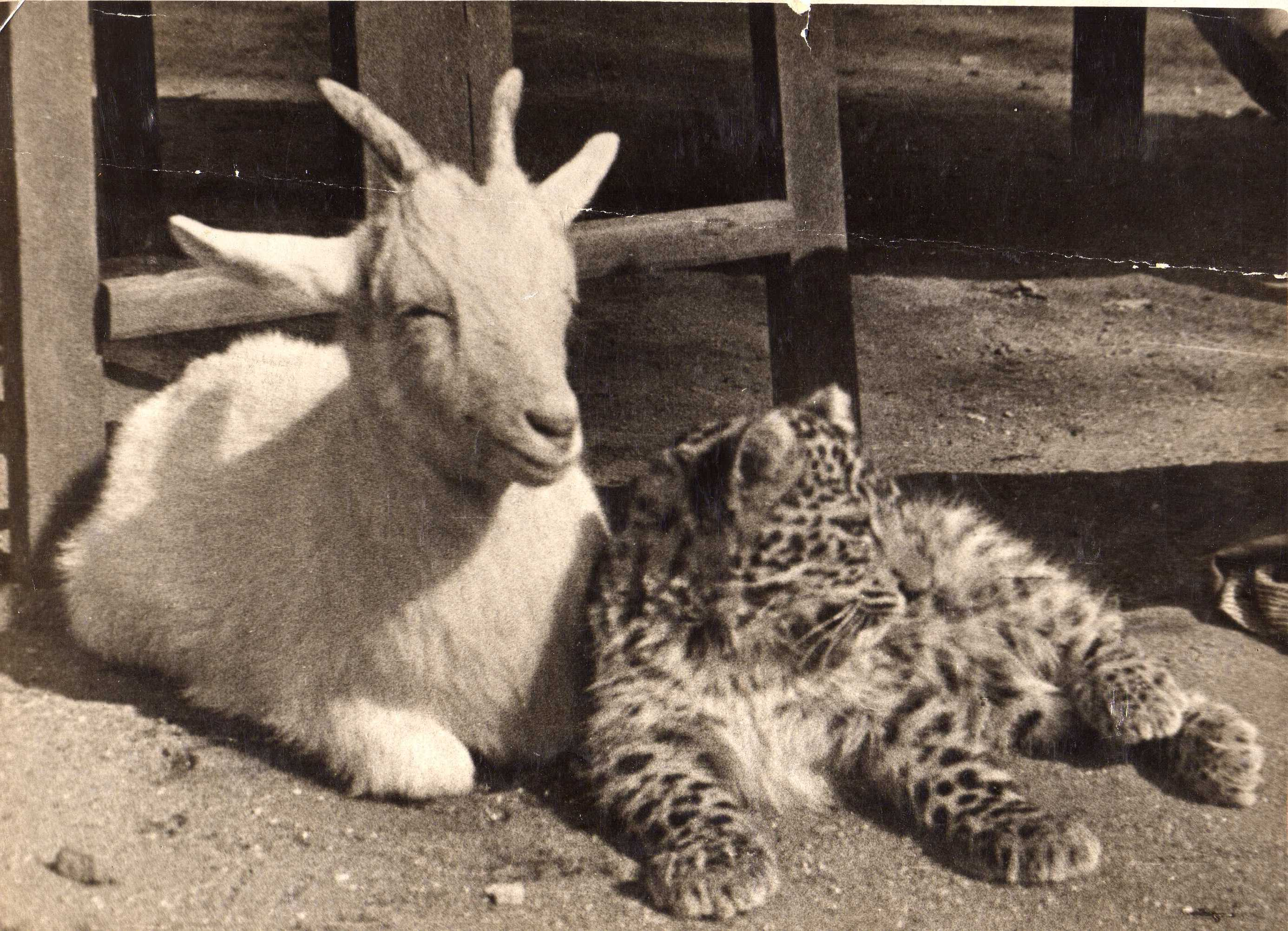
Terrain des jeunes animaux. 1937

En 1933, Vera Tchaplina, naturaliste et future écrivaine, créé le « terrain des jeunes animaux », où non seulement on élevait les petits que leurs mères refusaient de nourrir, mais où l’on faisait en sorte que les différents animaux vivent en paix ensemble. Cette expérience a suscité un grand intérêt parmi les visiteurs, et le terrain des jeunes animaux est resté, pendant de nombreuses années, l'une des « cartes de visite » du zoo de Moscou.
Le zoo a connu un programme de reconstruction et de réaménagement dans les années 1990-1994.
Plusieurs histoires d'évasion de pensionnaires ont ponctué l'histoire du parc, en commençant par l'excursion d’éléphant Maurice dans une boulangerie des alentours au début des années 1920. A tour de rôle, une panthère des neiges (1929), un serpent (1934), un rhinocéros (1941), un bouc (1943), un orang-outang, des pingouins (1960), un gibbon et des grues couronnées (1980), un crocodile (1983), quelques dholes, un guépard (1990), des antilopes noires, une martre à gorge jaune (2000), un ragondin (2008) et les deux aigles (2013) se sont offert un moment de liberté. Pour la plupart, ils ont regagné leurs enclos grâce aux employés du zoo. Seules les grues perdues dans le milieu urbain ont péri à l'exception d'une ramenée par un passant.
De 1946 à 2020, le parc héberge l'alligator Saturne, survivant de la destruction du zoo de Berlin pendant la Seconde Guerre mondiale.

## Galerie

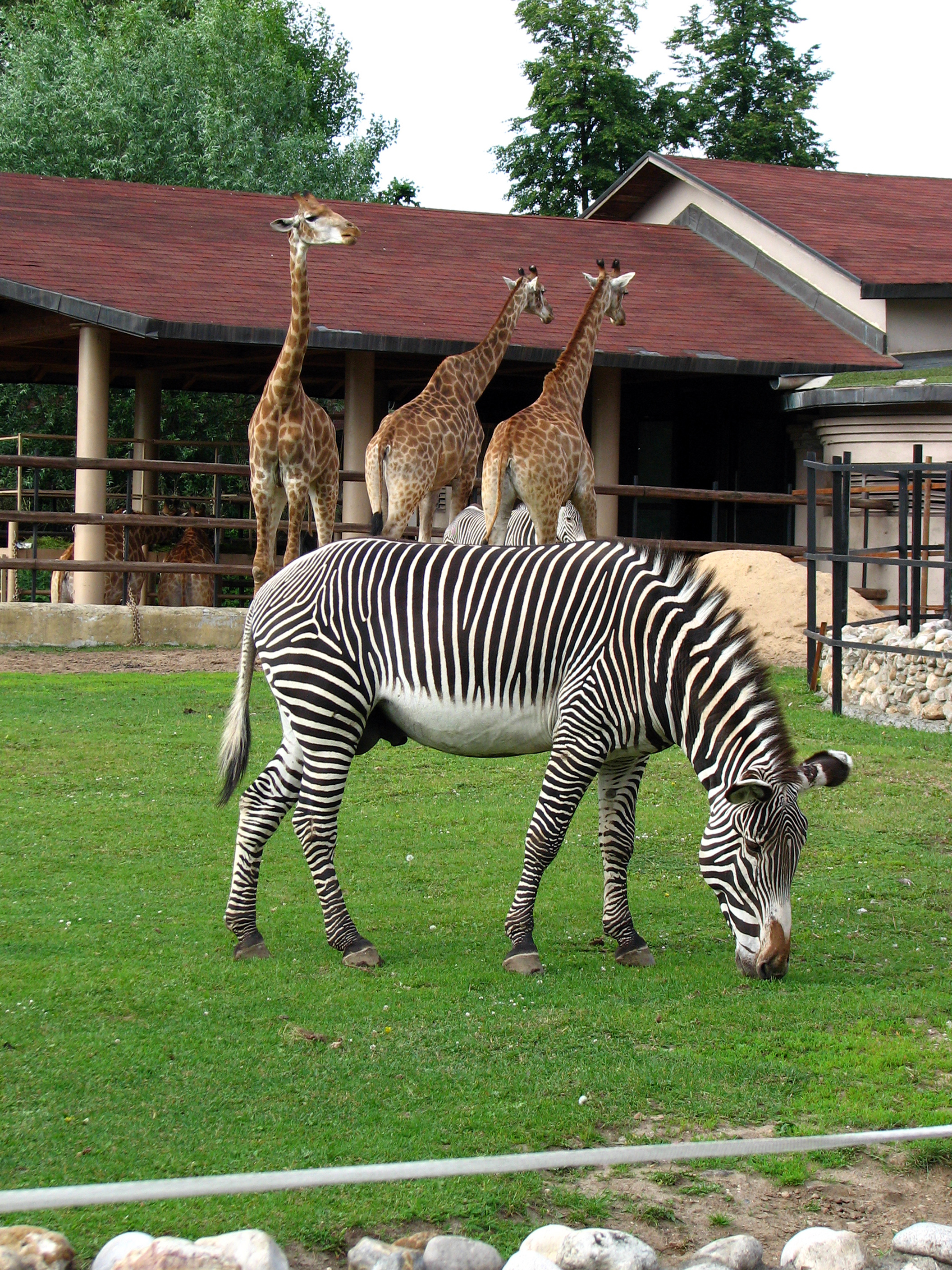
Zèbre et girafes du zoo de Moscou.
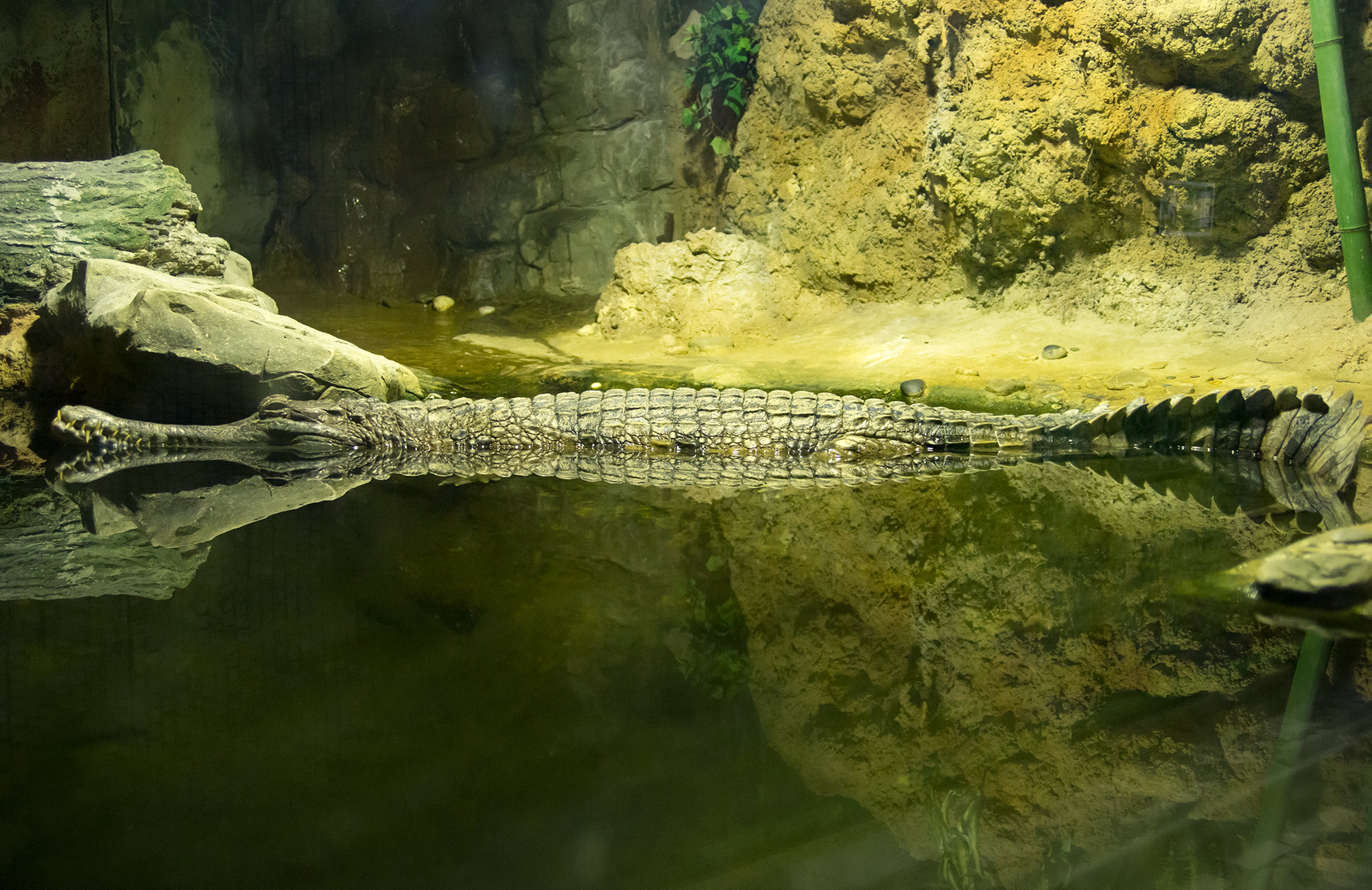
Faux-gavial de Malaisie.
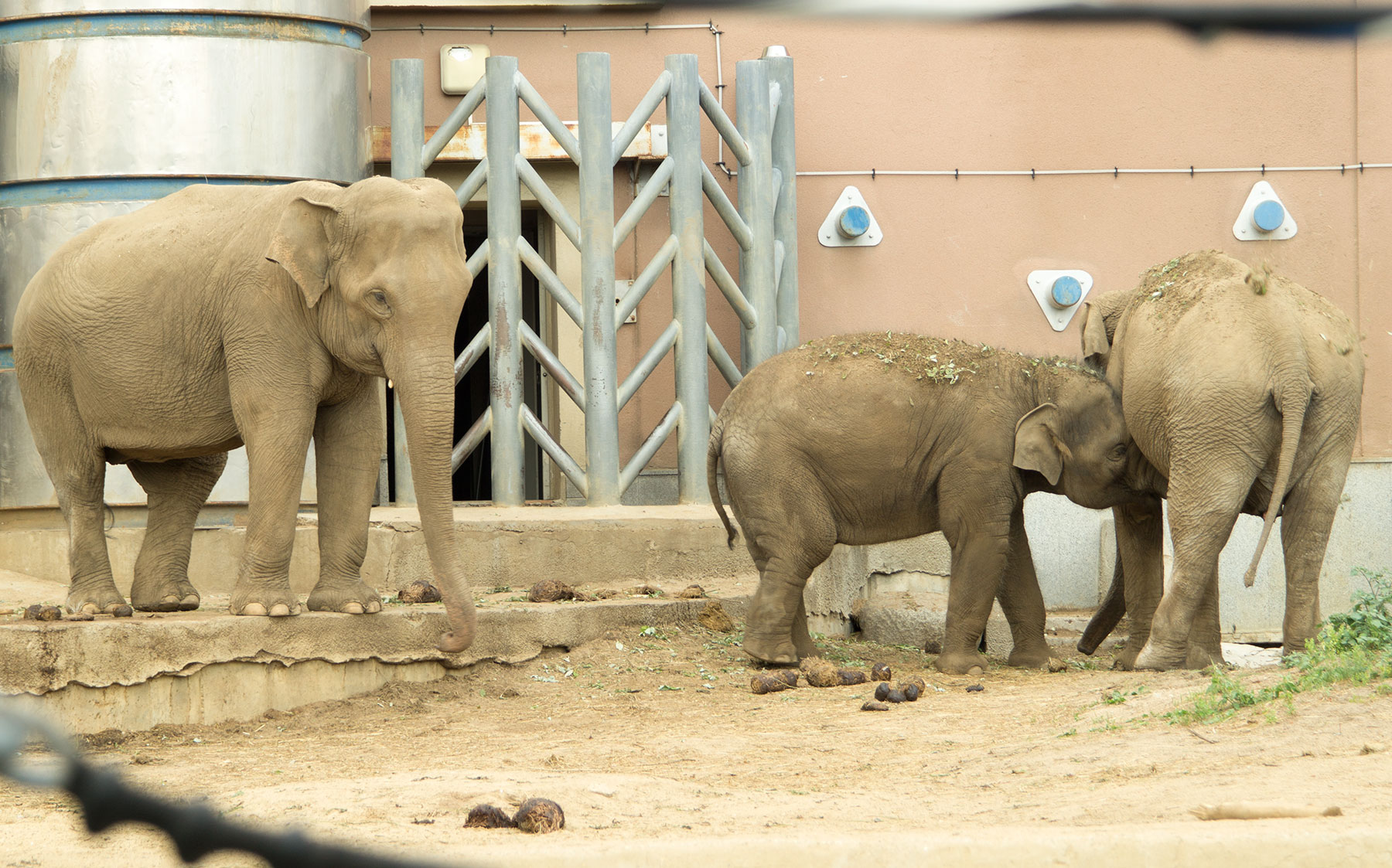
Les éléphants.
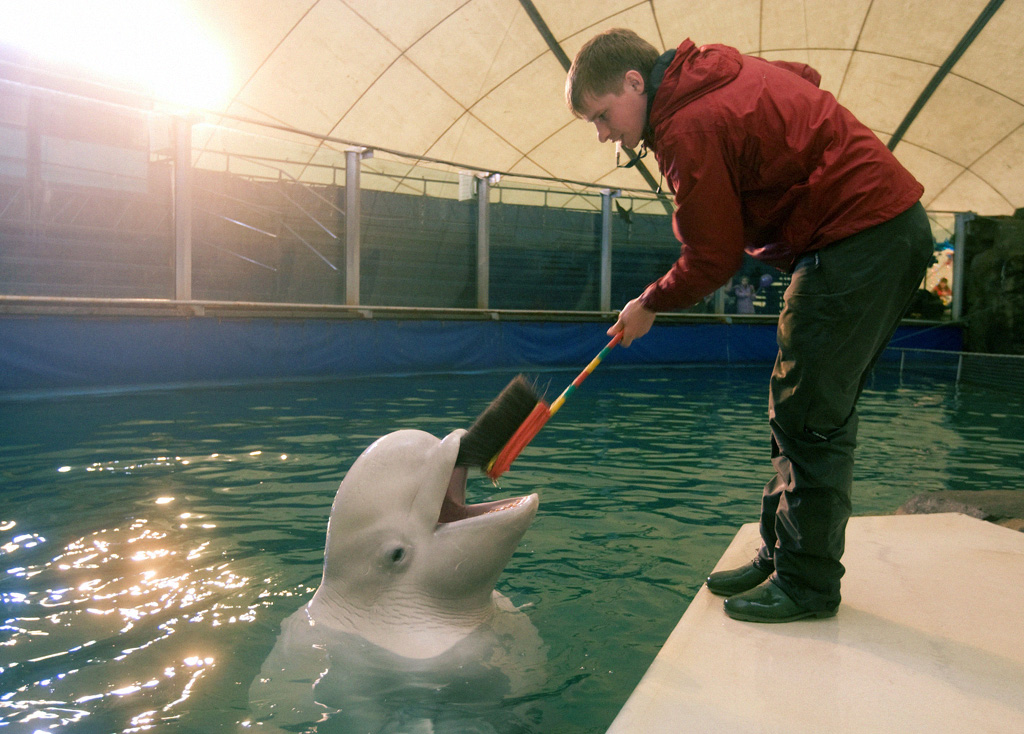
Le béluga et son soigneur au delphinarium du zoo de Moscou.
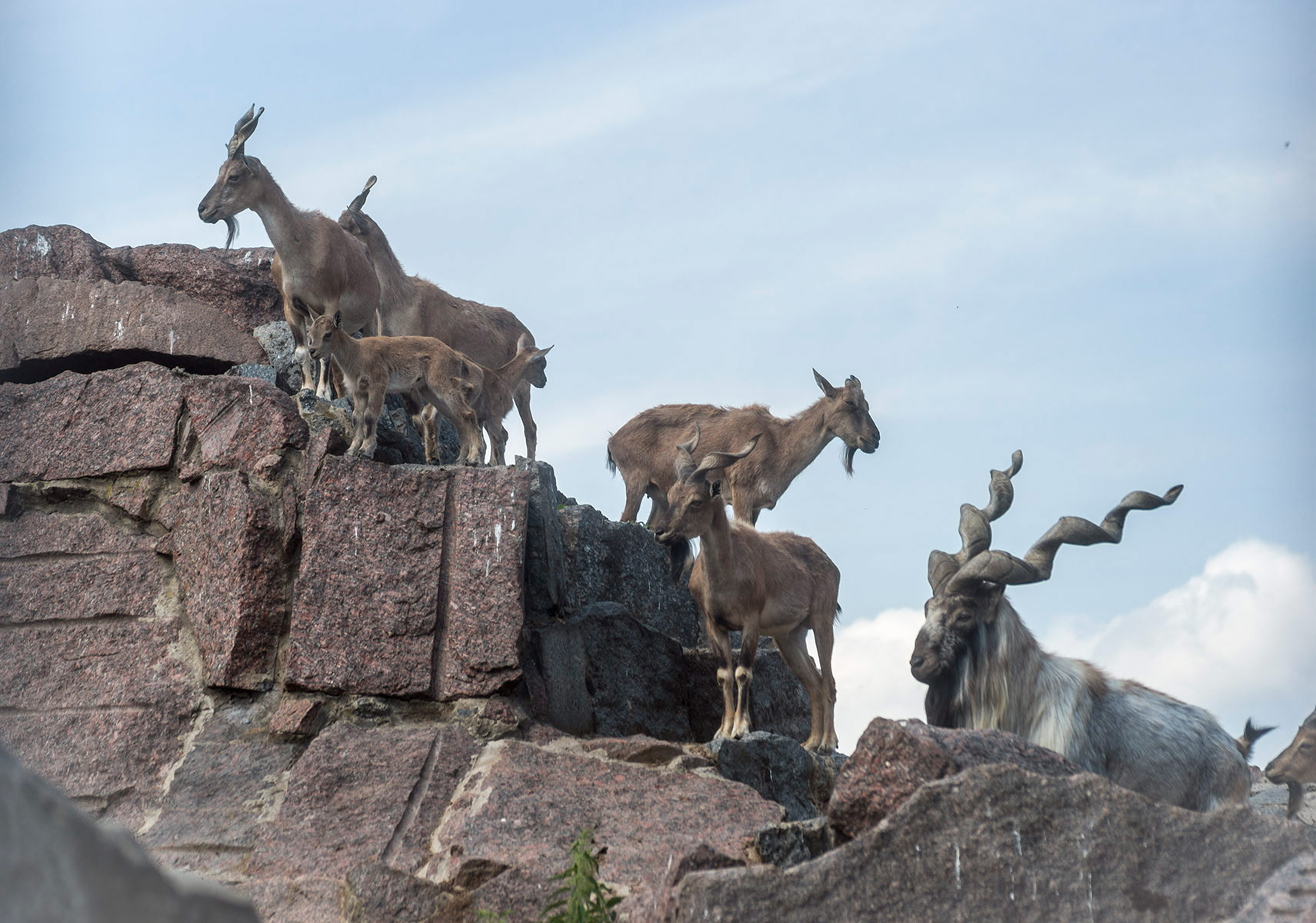
Les markhors.

## Centre de recherche et d'éducation
Le zoo de Moscou possède son propre institut éducatif et centre de recherche. En plus de la formation complète du personnel et des enseignants du zoo, il existe un programme de formation continue pour le personnel des zoos et des aquariums, les vétérinaires, les enseignants et les bénévoles, ainsi que des cours de psychologie zoologique. Puisque le zoo de Moscou est président[Quoi ?] de tous les zoos de Russie depuis la période soviétique, c'est un centre national de formation. Elle a été fondée en 2017 par l'actuelle directrice Svetlana Akoulova (ru) et Björn Stenvers,.